# ENIGMASIS
『ENIGMASIS』（エニグマシス）は、UVERworldの12枚目のオリジナルアルバム。2023年7月19日にgr8!recordsから発売された。

## 背景とリリース
前作『30』からおよそ1年6ヶ月ぶりとなるアルバム。アルバムタイトルは西洋語で「謎」を意味するエニグマをもじったもの。UVERworld自らが縦横無尽に作曲をしていても、その楽曲たちの着地地点は完成するまで謎であることに由来している。
初回生産限定盤は2形態あり、ともに大型三方背ケースに写真集が同梱された。初回限定盤AにはUVERworldが出演した春のフェスから厳選されたライブ映像が収録され、初回限定盤Bには『ENIGMASIS』収録曲のインストゥルメンタルバージョンを収めたCDが付属した。
シングル曲の収録が1曲のみであり、彰が作曲にクレジットされた楽曲がひとつもない。いずれも彼らのオリジナルアルバムでは初となる。
本作のリリースのプロモーションの一環で、タワーレコードの意見広告シリーズ「NO MUSIC, NO LIFE.」のポスターに登場した。
| 形態                                 | 規格       | 規格品番     |
| ------------------------------------ | ---------- | ------------ |
| 初回生産限定盤 TYPE-A(特典Blu-ray付) | CD+Blu-ray | SRCL-12574~5 |
| 初回生産限定盤 TYPE-A(特典DVD付)     | CD+DVD     | SRCL-12576~7 |
| 初回生産限定盤 TYPE-B(特典CD付)      | 2CD        | SRCL-12578~9 |
| 通常盤                               | CD         | SRCL-12582   |

## 収録内容
| #         | タイトル                                     | 作詞              | 作曲                                                | 編曲                                | 時間  |
| --------- | -------------------------------------------- | ----------------- | --------------------------------------------------- | ----------------------------------- | ----- |
| 1.        | 「ビタースウィート」                         | TAKUYA∞           | TAKUYA∞ / Rhett Fisher / Patrick Lukens             | UVERworld / Patrick Lukens / 平出悟 | 3:30  |
| 2.        | 「VICTOSPIN」                                | TAKUYA∞           | 克哉 / TAKUYA∞                                      | UVERworld                           | 4:20  |
| 3.        | 「ENCORE AGAIN (feat.SHUNTO from BE:FIRST)」 | TAKUYA∞ / SHUNTO  | 克哉 / TAKUYA∞ / 辻村有記 / 伊藤賢                  | UVERworld                           | 3:39  |
| 4.        | 「FINALIST (feat.ANARCHY)」                  | TAKUYA∞ / ANARCHY | TAKUYA∞                                             | UVERworld                           | 3:19  |
| 5.        | 「echoOZ」                                   | TAKUYA∞           | TAKUYA∞                                             | UVERworld / 平出悟                  | 3:38  |
| 6.        | 「Don’t Think.Sing」                         | TAKUYA∞           | TAKUYA∞ / Kevin "Thrasher" Gruft / Matthew McAndrew | UVERworld / Kevin Thrasher          | 3:09  |
| 7.        | 「α-Skill」                                  | TAKUYA∞           | TAKUYA∞                                             | UVERworld                           | 3:55  |
| 8.        | 「two Lies」                                 | TAKUYA∞           | TAKUYA∞                                             | UVERworld                           | 4:43  |
| 9.        | 「THEORY」                                   | TAKUYA∞           | TAKUYA∞                                             | UVERworld / 平出悟                  | 4:49  |
| 10.       | 「ピグマリオン」                             | TAKUYA∞           | TAKUYA∞                                             | UVERworld / 平出悟                  | 4:37  |
| 11.       | 「ANOMALY奏者」                              |                   | 信人                                                | UVERworld                           | 3:38  |
| 12.       | 「ENIGMASIS」                                |                   | TAKUYA∞                                             | UVERworld                           | 1:28  |
| 合計時間: | 合計時間:                                    | 合計時間:         | 合計時間:                                           | 合計時間:                           | 44:51 |

| #  | タイトル                                                                                | 作詞 | 作曲・編曲 |
| -- | --------------------------------------------------------------------------------------- | ---- | ---------- |
| 1. | 「Opening～UNKNOWN ORCHESTRA (2023.04.29 PLAYBACK FES. 2023 MAIZURU P.B. Harbor Park)」 |      |            |
| 2. | 「Touch off (2023.04.29 PLAYBACK FES. 2023 MAIZURU P.B. Harbor Park)」                  |      |            |
| 3. | 「在るべき形 (2023.04.29 PLAYBACK FES. 2023 MAIZURU P.B. Harbor Park)」                 |      |            |
| 4. | 「Making it Drive (2023.05.03 VIVA LA ROCK 2023 at Saitama Super Arena)」               |      |            |
| 5. | 「IMPACT (2023.05.03 VIVA LA ROCK 2023 at Saitama Super Arena)」                        |      |            |
| 6. | 「ピグマリオン (2023.05.03 VIVA LA ROCK 2023 at Saitama Super Arena)」                  |      |            |
| 7. | 「AVALANCHE (2023.05.04 JAPAN JAM 2023 at Soga Sports Park)」                           |      |            |
| 8. | 「EN (2023.05.04 JAPAN JAM 2023 at Soga Sports Park)」                                  |      |            |
| 9. | 「THEORY (2023.05.04 JAPAN JAM 2023 at Soga Sports Park)」                              |      |            |

| #   | タイトル                                                    | 作詞 | 作曲・編曲 |
| --- | ----------------------------------------------------------- | ---- | ---------- |
| 1.  | 「ビタースウィート [Instrumental]」                         |      |            |
| 2.  | 「VICTOSPIN [Instrumental]」                                |      |            |
| 3.  | 「ENCORE AGAIN (feat.SHUNTO from BE:FIRST) [Instrumental]」 |      |            |
| 4.  | 「FINALIST (feat.ANARCHY) [Instrumental]」                  |      |            |
| 5.  | 「echoOZ [Instrumental]」                                   |      |            |
| 6.  | 「Don't Think.Sing [Instrumental]」                         |      |            |
| 7.  | 「α-Skill [Instrumental]」                                  |      |            |
| 8.  | 「two Lies [Instrumental]」                                 |      |            |
| 9.  | 「THEORY [Instrumental]」                                   |      |            |
| 10. | 「ピグマリオン [Instrumental]」                             |      |            |
| 11. | 「ANOMALY奏者」                                             |      |            |
| 12. | 「ENIGMASIS」                                               |      |            |

## 楽曲解説
ビタースウィート
ファンとのやり取りから生まれ、ファンに向けて書いた楽曲。2023年7月7日、UVERworldとしてゲスト出演したエフエム福岡『ハカタカランキン！』にてサプライズ披露された。仮タイトルは「LA1」。
VICTOSPIN
読売・日本テレビ系列『CODE-願いの代償-』主題歌。初回放送の前日である2023年7月1日、同系列局の音楽番組『THE MUSIC DAY 2023』にて初披露された。ミュージックビデオも制作され､ YouTube上で公開されている。曲名はVICTORYとSPINの造語であり、「勝利の連鎖」という意味が込められている。仮タイトルは「Sunday」。
ENCORE AGAIN
BE：FIRSTのメンバーであるSHUNTOとのコラボ楽曲。SHUNTOが以前からUVERworldが好きなことを公言していることをTAKUYA∞も知っており、フェスの現場で一緒になった際にSHUNTOが挨拶に訪れ、そこで初対面を果たす。その後、BE:FIRSTのライブにも足を運んだTAKUYA∞側からのオファーで楽曲制作が行われた。2023年7月21日、テレビ朝日系列『ミュージックステーション』にてSHUNTOと共にゲスト出演し､ 披露された。ABEMA麻雀チャンネル『Mリーグ2023-24』エンディングテーマ。楽曲タイトルは「after the last one again」とするか逡巡した結果、アウトロの歌詞となった。
FINALIST
ANARCHYとのコラボ楽曲。2023年7月30日の日産スタジアム公演で初披露された。ANARCHYのことはインディーズ時代から存在を知っていたといい、TAKUYA∞側から一緒にやりたいというメッセージを送ったのをきっかけにコラボが実現した。
echoOZ
ABEMAオリジナル恋愛番組『恋する♡週末ホームステイ』シリーズ『LAST TEEN3 with Google Pixel 』主題歌。2023年6月26日、UVERworldとしてゲスト出演したFM802『ROCK KIDS 802 -OCHIKEN Goes ON!!-』にてサプライズ披露された。仮タイトルは「OZ」。タイトルのOZはライマン・フランク・ボーム著、W. W.デンスロウが挿絵を担当した児童文学作品「オズの魔法使い」から引用。
Don’t Think.Sing
7thアルバム 『THE ONE』収録の「Don't Think.Feel」とタイトルが類似しているものの､ 関連性はまったく無い。2023年7月25日のduo MUSIC EXCHANGE公演で初披露された。
α-Skill
カメラ等でαを付けて特別として扱うように、誰もが欲しがる特別なスキルと言う意味。
two Lies
バラードナンバー。仮タイトルは「SW8」。コラボ楽曲の予定が変更となり、TAKUYA∞が全て書き上げた。スウェーデンで制作された楽曲。
THEORY
彼ら自身が長きにわたり愛着を持つ、23rdシングル『REVERSI』に収録された『セオリーとの決別の研究 + 81』のサビ部分を十年ごしに再アレンジした楽曲。2022年11月30日のKT Zepp Yokohama公演にて初披露された。また、初披露から本作としてリリースされるまでの間、楽曲タイトルは Theory と一部小文字で表記されていた。
ピグマリオン
41stシングル。
ANOMALY奏者
インスト曲。2022年7月20日の日本武道館公演にて初披露された。
ENIGMASIS
新SE。